# Rilly-sur-Vienne
Rilly-sur-Vienne är en kommun i departementet Indre-et-Loire i regionen Centre-Val de Loire i de centrala delarna av Frankrike. Kommunen ligger i kantonen L'Île-Bouchard som tillhör arrondissementet Chinon. År 2022 hade Rilly-sur-Vienne 462 invånare.

## Befolkningsutveckling
Antalet invånare i kommunen Rilly-sur-Vienne
Referens:INSEE